# Chimaltenango
Chimaltenango è un comune del Guatemala, capoluogo del dipartimento omonimo.